# Школа в селі Копачівка

## Перші навчальні заклади в селі Копачівка
Перші школи у селі Копачівка були створені етнічними громадами, які проживали у селі. У 1908 р. діяла таємна польська школа відкрита місцевими мешканцями Юзефом Кулаком, Яном Бродницьким та Павелом Тунським. Навчалося у ній 12 дітей, які вивчали польську мову та писемність. Вчителями в тій школі були Зигмунт Уманський, Мечислав Поляковський та Леонід Левщаковський. Після виявлення таємного навчального закладу 24 листопада 1908 р. діяльність припинено у адміністративному порядку. У 1909 р. постає школа у німецькій громаді села. Вона розміщувалася в орендованому приміщенні, а вчителя на момент відкриття ще не було. 

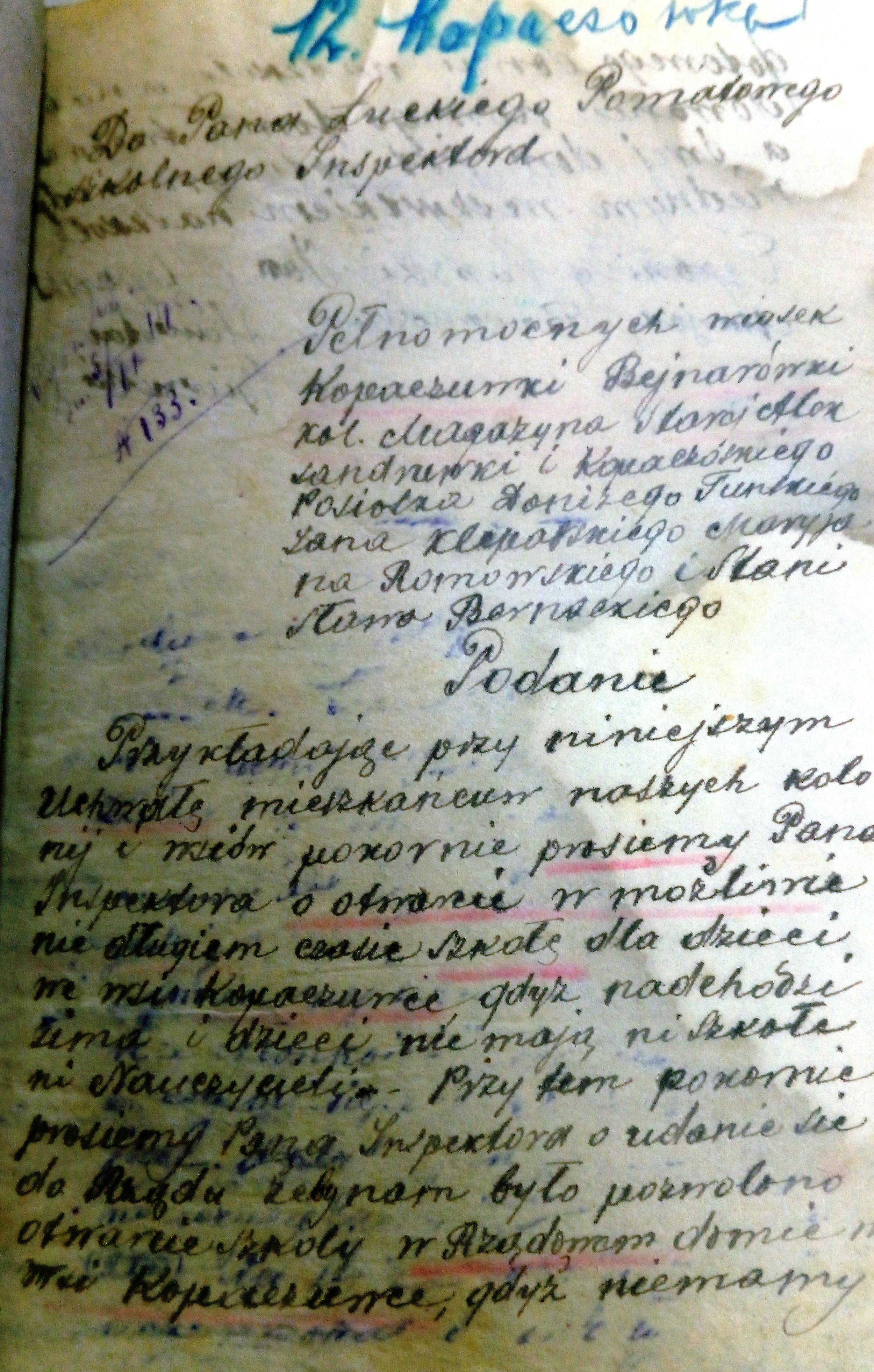
Прохання мешканців села про будову школи. 1919 (1)

Перший загальносільський навчальний заклад в Копачівці постає після утвердження на Волині польської державної влади у 1919 р., 45 місцевих мешканців підписали клопотання до державного Шкільного інспекторату про створення у селі школи. Для її потреб орендували будівлю колишньої поштової станції, яка була у власності Дорожнього уряду. Першим директором був Францішек Срока. Навчальний заклад отримав назву Польська школа публічна ім. Юзефа Пілсудського. У 1919/1920 н.р. навчалося 70 дітей з Копачівки, Бейнарівки, Башови, колоній Олександрово, Магазин, Стара Олександрівка. 

## Школа в міжвоєнний період (1921-1939 рр.)
У 1920 р. школа отримала новий статус та назву. Впродовж 1920-х та до 1936 року це була Двохкласова публічна школа в Копачівці. Для потреб школи орендовано ще один будинок, який розміщувався у сусідньому селі Бейнарівка. Директорами у період з 1920 р. до 1936 р. були Хенрик Гоголевський, Яніна Затановська, Вацлав Арбесбауер, Францішек Скварло, Юзефа Квасневська. У міжвоєнний період школярі вивчали польську мову, природу, рахунки (математика), гімнастику, історію, релігію, співи, географію, рисунки (малювання), роботи (трудове навчання). Навчали два вчителі, а на уроки релігії приїжджав ксьондз з м. Рожище. Навчання відбувалося у дві зміни. У цей час діяла шкільна бібліотека, учнівський кооператив, шкільна каса ощадності. Діти школи співали в костельному хорі м. Рожище. Відбувалися шкільні вистави, які відвідувала і сільська молодь. 

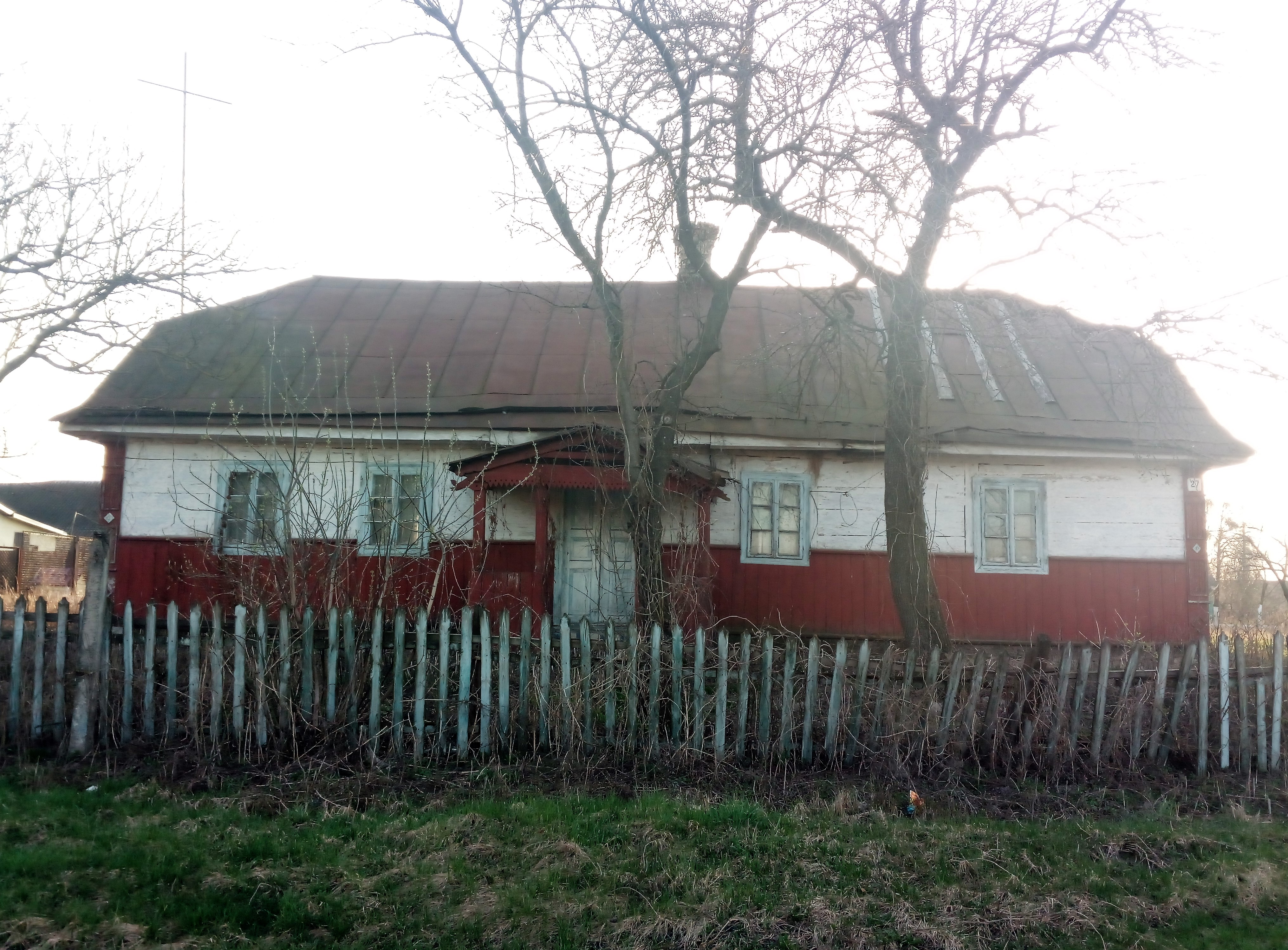
Один з будинків, орендованих для школи у 1930-х

На початку 1930-х виникла гостра потреба у будівництві спеціального шкільного приміщення. У 1930 р. Шкільний кураторіум визначив ділянку землі поруч з перехрестям доріг Рожище-Торчин та Луцьк-Ковель. Інші можливі ділянки були поруч з дорогами на с. Тростянку та с. Башову. У 1934 р. громадська рада в Копачівці ухвалила постанову про будівництво на раніше проектованій ділянці державної землі шкільного приміщення. Згідно постанови серед мешканців впроваджувався шкільний податок у розмірі 2 злотих з 1 га. Лише 10 грудня 1936 р. Гмінна Рада в Рожищі дала дозвіл на будівництво школи ІІ ступеня. 15 травня 1937 р. дозвіл на будівництво дав Волинський воєвода Генрих Юзевський. А 23 травня 1938 р. Товариство допомоги будові шкіл надіслало 2 тис. злотих як безвідсоткову позику для будівництва школи в Копачівці. У 1936/1937 н. р. (від 30.06.1936 р.) школа стає 3-класовою публічною школою в с. Копачівка. Збільшується кількість учнів та приходить ще один вчитель Тадеуш Козьол, який одразу ж стає директором. У листопаді 1937 р. навчальний заклад отримує назву Публічна школа ІІ ступеня. У школі створюються польські патріотичні організації LOPP (Ліга оборони повітряної та протигазової), LMK (Ліга морська і колоніальна), Товариство допомоги будові шкіл, а також дружина харцерів. На організованих шкільних виставах збирали кошти на будівництво нової школи. У 1939 р. приміщення школи було вже добудоване. 

## Школа у 1939/1941 рр.
У вересні 1939 р. з приходом радянської влади на Волинь, змінюється і освітна діяльність у краї. Впроваджується навчання українською мовою. Змінюється і вчительський склад. У жовтні 1939 р. директором школи стає Казван Дмитро Прокопович – член ОУН, згодом один з найпомітніших діячів УПА на Рівненщині. Тадеуша Козьола та Юзефу Квасневську арештовують за антирадянську діяльність. У червні 1940 р. арештовують і Казвана Дмитра Прокоповича, а директорську посаду займає Клюгер Петро Броніславович. 

## Школа у роки окупації (1941-1944 рр.)
З початком німецької окупації у 1941 р. школа стає початковою, чотирьохрічною. Очолює заклад чех Томаш Адольф Йосипович. У цей час тут навчалося 172 учні. З серпня 1943 р. до директорської праці повертається Квасневська Юзефа Карлівна.

## Школа у радянський час (1945-1991 рр.)
Після повернення радянської влади, навчальний заклад знову стає Неповносередньою школою с. Копачівка. Збільшується кількість дітей та вчителів. У вересні 1944 р. Юзефу Квасневську знову арештовують, а директором стає Гіжицька Яніна Романівна. Впроваджуються радянські освітні стандарти. Серед найважливіших питань було подолання неграмотності серед дорослого населення та залучення усіх дітей шкільного віку до навчання у школі. Запроваджено нові предмети – історію СРСР, Конституція СРСР, українська та російська мови та літератури. Важлива увага приділялася воєнно-фізичному вихованню. 
У 1945 р. польські мешканці включно з вчителями в рамках обміну населенням між урядами УРСР та ПНР переселяються у Вармінсько-Мазурське воєводство до селища Зельонка Паслєнцка. До Копачівки прибувають вчителі з Холмщини та східних областей УРСР. Директором у цей час стає спочатку Вонсович Людмила Антонівна, а з січня 1945 р. Санжаровська Ганна Степанівна. У цей час в школі діють піонерська та комсомольська організації, літературний, співочий, драматичний та інші гуртки, впроваджувалося активне залучення учнів до роботи у місцевому колгоспі. При школі створюються навчально-дослідні ділянки. У 1957 р. школу очолив Семенюк Євген Семенович. Учні школи беруть активну участь у підготовці до загальнодержавних свят та суспільно-корисній праці. 
Із серпня 1959 р. школа стає Копачівською восьмирічною школою. У 1961 р. організовано предметні методичні об’єднання. У 1962 р. директором школи стає Рудевич Павло Семенович. У цей час покращувався побутовий стан навчального закладу. Восени 1964 р. добудовано другий поверх та створено чотири класні кімнати, дообладнано географічний та спортивний майданчики. У 1965/1966 н.р. в окремому приміщенні відкрито їдальню. Зростала кількість учнів. 
У 1983 р. в приміщенні нового Будинку культури відкрито шкільний спортзал. У 1984 р. директором школи стає Космін Іван Йосипович. У 1989 р. до старого приміщення школи добудовано нову частину разом з підвальними кімнатами, у яких розміщено тир та гардероб. У цьому ж році навчальний заклад отримує назву Копачівська середня школа. 

## Школа у часи Незалежності (з 1991 р.)
Разом із здобуттям Україною Незалежності змінюється і система освіти у державі. Впроваджується курс на лібералізацію освітньої галузі. Оновлюється і назва навчального закладу – Загальноосвітня школа І-ІІІ ступенів с. Копачівка. У 1992 р. в школі добудовується приміщення їдальні. На початку 2000-х комп’ютерами укомплектовується кабінет інформатики. Учні школи активні учасники та переможці численних олімпіад, конкурсів, туристичних змагань та зльотів. Функціонують 11 предметних кабінетів, Музей історії села та побуту, наявне WI-FI покриття.  
з 2019 року школа має назву Комунальний заклад "Опорний заклад загальної середньої освіти І-ІІІ ступенів села Копачівка" Копачівської сільської ради.
25 жовтня 2019 року школа урочисто відзначила свій 100-річний ювілей.